# Seonbu (métro de Séoul)
Seonbu (en coréen : 선부역), nom secondaire Hando Hospital, est une station de passage de la ligne Seohae du métro de Séoul. Elle est située sous la place Seonbu, au 1074-1 Seonbu-dong, dans la ville de Ansan, incluse dans la province de Gyeonggi, au sud-ouest de Séoul, en Corée du Sud.
Ouverte en 2018, la station est desservie par les rames omnibus de la ligne.

## Situation sur le réseau

Plan du réseau du métro de Séoul (2023)

La station en souterrain Seonbu est une station de passage de la ligne Seohae du métro de Séoul : elle est située entre la station Dalmi, en direction du terminus nord Ilsan, et la station Choji, en direction du terminus sud Wonsi.

## Histoire
La station Seonbu est mise en service le 16 juin 2018, lors de l'ouverture à l'exploitation des 22 km de la première section de la ligne Seohae, entre Sosa et 'wonsi le terminus sud,.

## Services aux voyageurs

### Accès et accueil
La station souterraine est établie sous la place Seonbu, au 804 1074-1 Seonbu-dong. Elle dispose, en surface de cinq bouches situées sur la place et de deux niveaux en sous-sol : niveau B3, le plus profond, se situe les deux voies et avec leurs deux quais ; niveau B1, c'est une mezzanine avec les machines pour la billetterie : distributeur de billets, distributeur automatique, chargeur, automate de règlement et automate de remboursement, et notamment une salle d'assistance aux voyageurs et les toilettes (hommes, femmes, famille, handicapés) ; les relations entre les différents niveaux et la surface s'effectuent avec des escaliers, des escaliers mécaniques et des ascenseurs.

installations
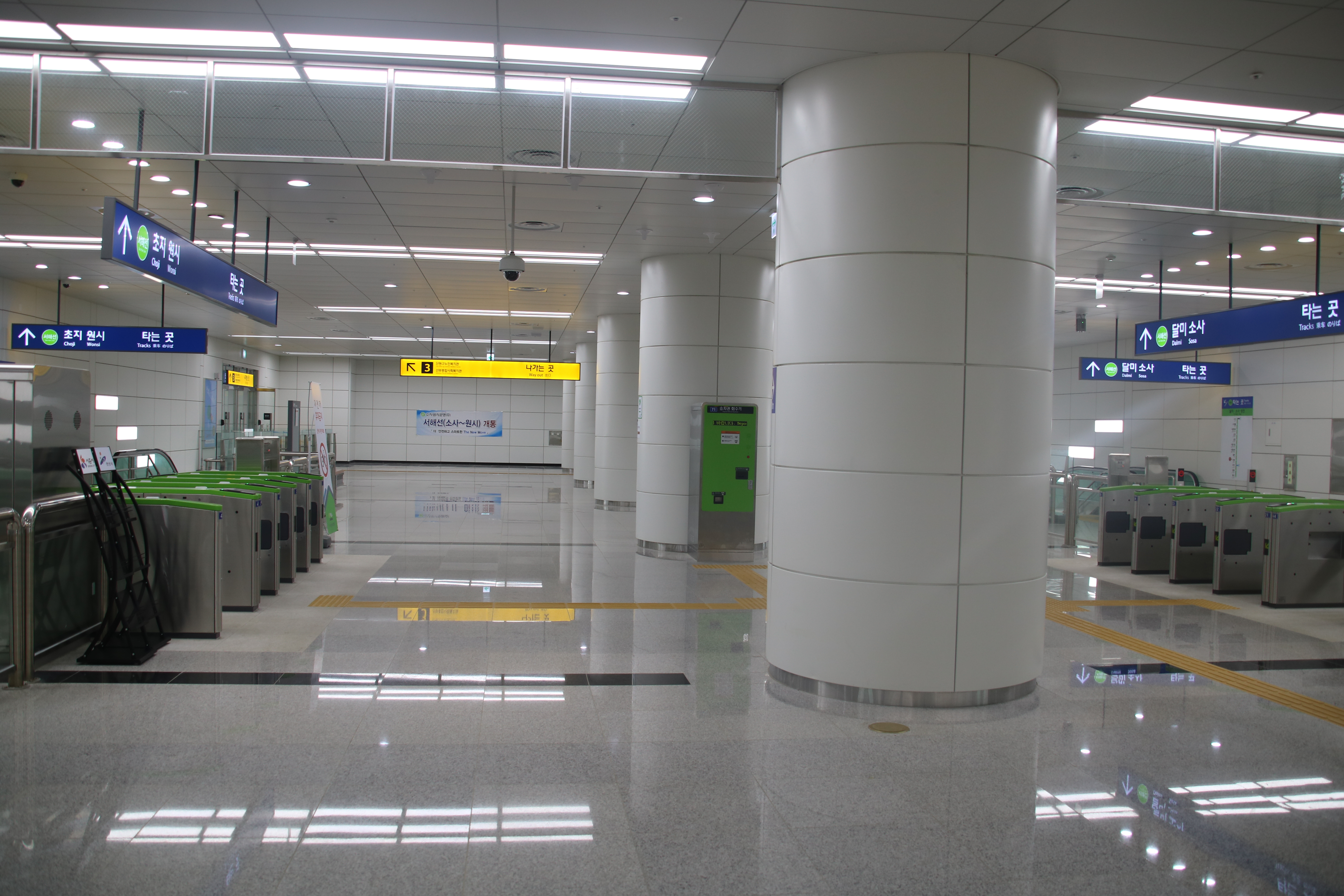
En 2018.
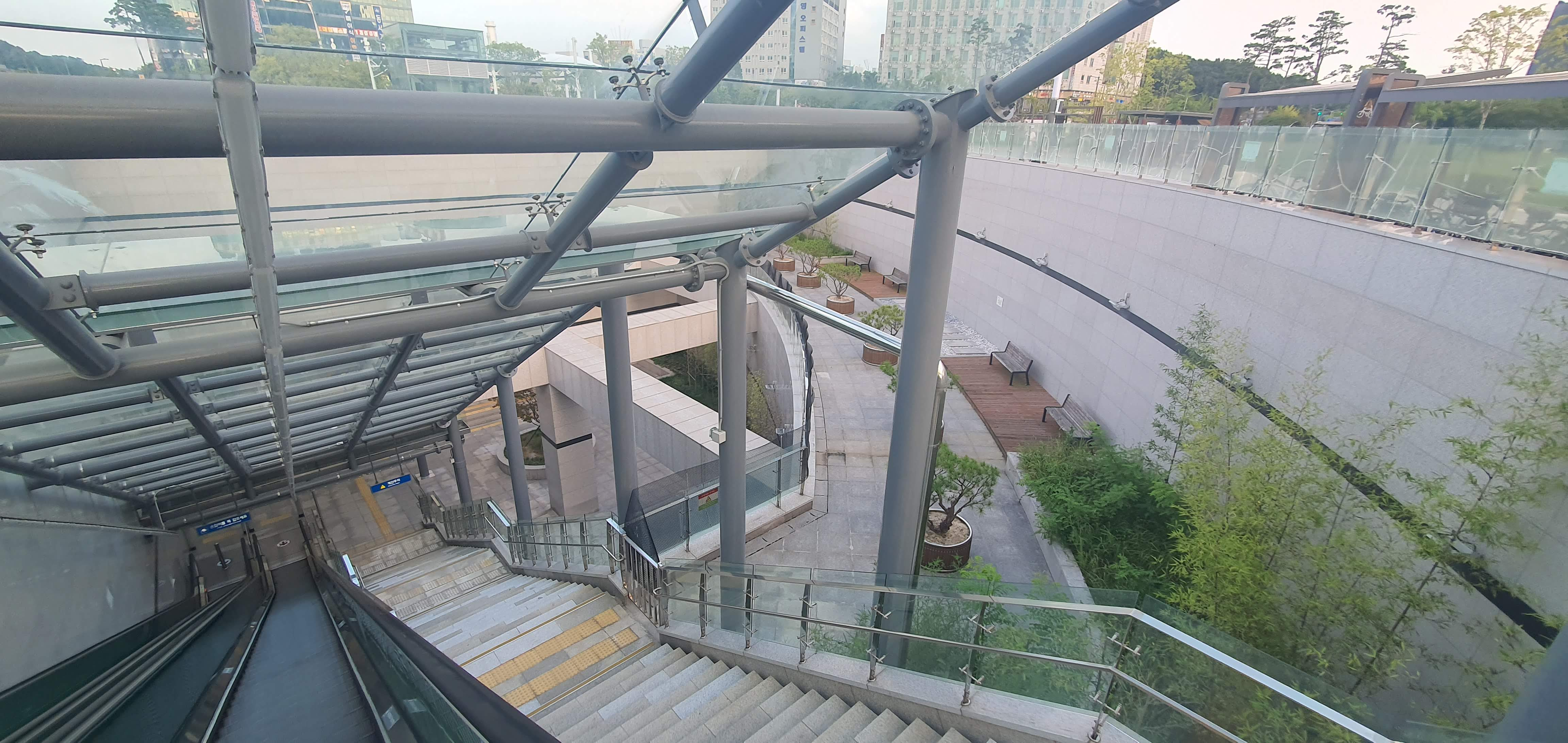
En 2023.

### Desserte
Seonbu, est desservie par les rames omnibus qui circulent sur la ligne Seohae. Elle dispose de deux voies encadrées par deux quais équipés de portes palières. Les rames ont pour terminus au nord Ilsan ou Daegok et  Wonsi  pour terminus sud.

Installations
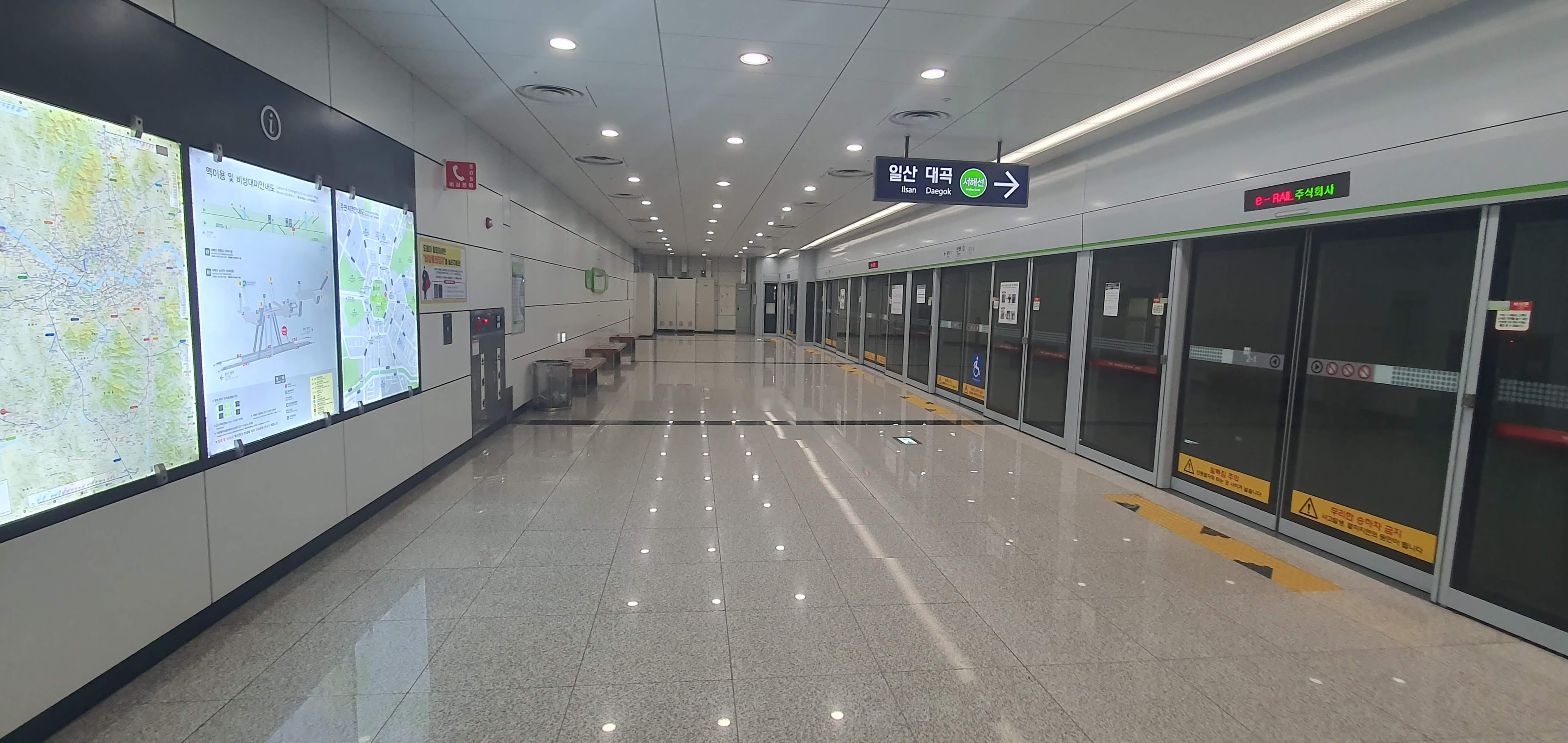
En 2023.
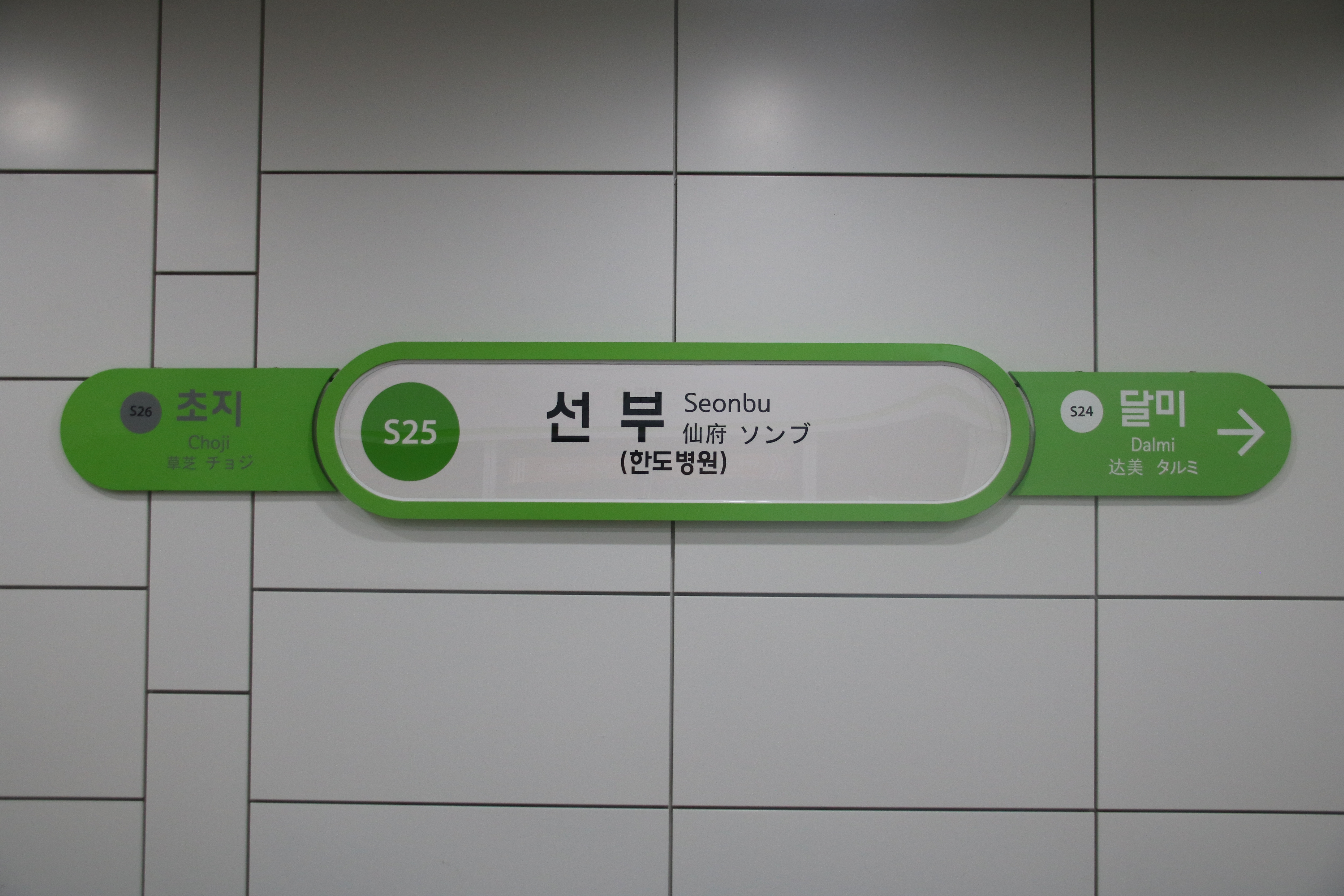
En 2018
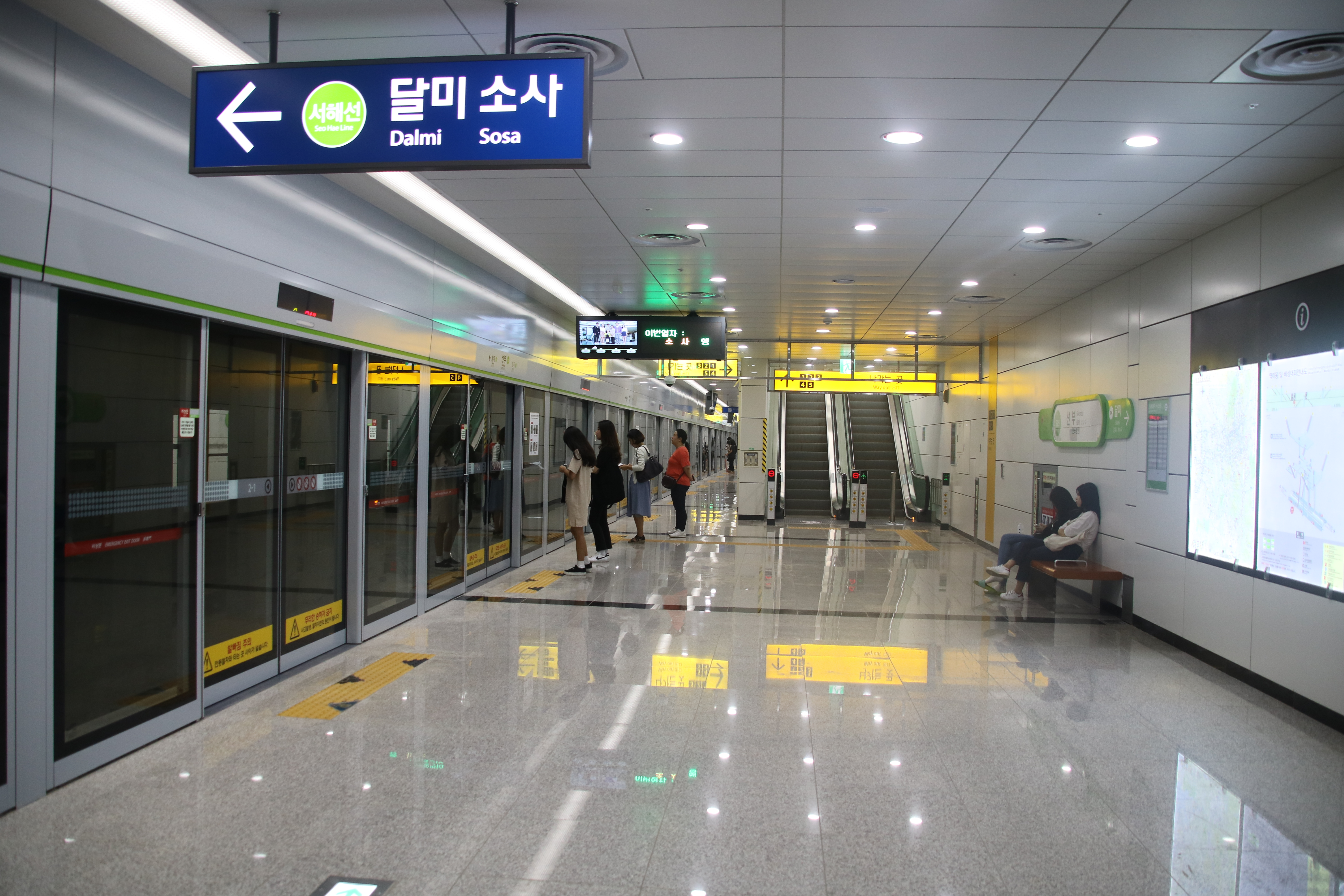
En 2018.

### Intermodalité
Des arrêts de bus sont situés à proximité.